# ソルティーロ・ブライトスターズFC
ソルティーロ・ブライトスターズFC（英: SOLTILO Bright Stars Football Club）は、ウガンダの首都カンパラを本拠地とするサッカークラブ。2018年4月にHONDA ESTILO株式会社から分社化したSOLTILO株式会社がクラブを保有しており、本田圭佑が実質的なオーナーである。

## 概要
ブライトスターズFCは1997年に創立。2017年9月にHONDA ESTILO子会社（現SOLTILO子会社）のSOLTILO UGANDA Ltd.によって買収されてソルティーロ・ブライトスターズFCとなった。
2018年10月からSOLTILO UGANDA代表の大場由太がゼネラルマネージャーを務めている。
2019年にはウガンダ・カップで決勝に進出したが、プロラインFCにPK戦で敗れて初優勝を逃した。

## 過去の成績
- 2019: ウガンダ・カップ 準優勝

## 歴代所属選手
- 櫛田一斗 2021-